# Demish Gaye
Demish Gaye (* 20. Januar 1993 im Manchester Parish) ist ein jamaikanischer Sprinter, der sich auf den 400-Meter-Lauf spezialisiert hat. 2019 wurde er mit der jamaikanischen 4-mal-400-Meter-Staffel in Doha Vizeweltmeister.

## Sportliche Laufbahn
Erste internationale Erfahrungen sammelte Demish Gaye bei den Hallenweltmeisterschaften 2016 in Portland, bei denen er mit der jamaikanischen 4-mal-400-Meter-Staffel im Finale den vierten Platz belegte. Ein Jahr später gewann er mit der Staffel die Silbermedaille bei den World Relays auf den Bahamas. Über 400 Meter qualifizierte er sich für die Weltmeisterschaften in London und belegte dort mit 45,04 s im Finale den sechsten Platz. Im April 2018 gewann er bei den Commonwealth Games im australischen Gold Coast mit der jamaikanischen Staffel die Bronzemedaille in 3:01,97 min. Zudem belegte er im Einzelbewerb in 45,56 s den sechsten Platz. Im August siegte er in 45,47 s bei den NACAC-Meisterschaften in Toronto über 400 m und wurde mit der Staffel disqualifiziert. Bei den IAAF World Relays 2019 in Yokohama wurde er in 3:01,57 min Zweiter hinter dem Team aus Trinidad und Tobago. Anschließend gewann er bei den Panamerikanischen Spielen in Lima in 44,94 s die Silbermedaille hinter dem Kolumbianer Anthony Zambrano. Daraufhin erreichte er bei den Weltmeisterschaften in Doha das Finale und belegte dort in 44,46 s den vierten Platz. Zudem gewann er in 2:57,90 min gemeinsam mit Akeem Bloomfield, Nathon Allen und Terry Thomas die Silbermedaille hinter den Vereinigten Staaten. 2021 nahm er an den Olympischen Sommerspielen in Tokio teil und schied dort mit 45,09 s im Halbfinale aus und belegte mit der Staffel in 2:58,76 min den sechsten Platz.
2022 belegte er bei den Weltmeisterschaften in Eugene mit 3:12,71 min den fünften Platz in der Mixed-Staffel. Anschließend gewann er bei den NACAC-Meisterschaften in Freeport in 3:05,47 min gemeinsam mit Karayme Bartley, Javon Francis und Christopher Taylor die Silbermedaille hinter dem US-amerikanischen Team und sicherte sich auch in der Mixed-Staffel in 3:14,08 min gemeinsam mit Junelle Bromfield, Karayme Bartley und Andrenette Knight die Silbermedaille hinter den USA. Im Jahr darauf startete er mit der Mixed-Staffel bei den Weltmeisterschaften in Budapest und verpasste dort mit 3:14,05 min den Finaleinzug.
2019 wurde Gaye jamaikanischer Meister im 400-Meter-Lauf.

## Persönliche Bestzeiten
- 200 Meter: 20,48 s (+0,4 m/s), 11. März 2017 in Kingston
- 400 Meter: 44,46 s, 4. Oktober 2019 in Doha